# Capucine
Capucine (eredeti neve: Germaine Lefebvre) (Saint-Raphaël, 1928. január 6. – Lausanne, 1990. március 17.) francia származású amerikai színésznő, fotómodell.

## Életpályája és munkássága
Saumur-ben járt iskolába. Fotómodell volt, majd Párizsban híres divatcégek (pl. a Dior-ház) manökenje lett. Művésznevét – amely a kerti sarkantyúka francia neve – ebben az időszakban kapta. Modellkedése alatt találkozott Audrey Hepburnnel is. Egy amerikai utazás során terelődött rá Gregory Ratoff színész-rendező figyelme. 1948–1990 között 36 filmben és 17 televíziós produkcióban volt látható. 1949-ben debütált a filmvásznon. A magyar származású Charles Vidor (Vidor Károly) szerződtette őt a Liszt Ferenc életéről szóló film, a Befejezetlen dal – Liszt Ferenc (1960) hősnőjének. A siker hatására végképpen átpártolt a stúdiók világába. Főként elegáns külső megjelenése, kitűnő fényképarca révén jutott többnyire dekoratív feladatokhoz. Az elkövetkező néhány évben hat nagy mozifilm készült vele. Ezek közé tartozott az Irány Alaszka! (1960), ahol egy prostituáltat alakított, és az Egy séta a Wild Side-on 1962-ben.

## Magánélete
1950-ben hat hónapon keresztül Pierre Trabaud (1922–2005) amerikai színész volt a férje. Ezt követően viszonya volt Charles K. Feldman (1904–1968) filmproducerrel. Az 1960-as évek elején megismerkedett William Holden (1918–1981) amerikai színésszel. Ők két filmben játszottak együtt: Az oroszlán-ban (1962) és A hetedik nap-ban (1964). William Holden felesége Brenda Marshall (1915–1992) amerikai színésznő volt, de ők ketten két évig kapcsolatban éltek. Miután kapcsolatuk véget ért, Holden 1981-es haláláig barátok maradtak.
1990. március 17-én lausanne-i lakásának nyolcadik emeletéről ugrott ki.

## Filmjei
- A kétfejű sas (1948)
- Befejezetlen dal – Liszt Ferenc (Song Without End) (1960)
- Irány Alaszka! (1960)
- Sztrogoff Mihály diadala (Le triomphe de Michel Strogoff) (1961)
- Az oroszlán (1962)
- Egy séta a Wild Side-on (Walk on the Wild Side) (1962)
- A rózsaszín párduc (1963)
- A hetedik nap (1964)
- Mi újság, cicamica? (1965)
- Tündéri nők (1966)
- Rókamese (1967)
- Fellini-Satyricon (1969)
- Fräulein Doktor (1969)
- Finom holttest (1969)
- Vörös nap (1971)
- Javíthatatlan (1975)
- Jackpot (1975)
- Blöff (1976)
- Pokoltól a győzelemig (1979)
- Nápolyi krimi (1979)
- Elil rózsája (1979)
- A rózsaszín párduc nyomában (1982)
- A rózsaszín párduc átka (1983)
- Gyilkos sorok (1985)
- Dalban élek (1985)
- Kék vér (1990)

## Fordítás
- Ez a szócikk részben vagy egészben  a   Capucine című angol Wikipédia-szócikk fordításán alapul.  Az eredeti cikk szerkesztőit annak laptörténete sorolja fel. Ez a jelzés csupán a megfogalmazás eredetét és a szerzői jogokat jelzi, nem szolgál a cikkben szereplő információk forrásmegjelöléseként.